# Pycnodysostose
 Mise en garde médicale
La pycnodysostose, appelée également pycnose, est une maladie génétique lysosomale due à une dégénérescence du noyau cellulaire, caractérisée par une condensation de la chromatine. Au microscope, on observe une modification d'aspect du noyau : il est rétracté et devient uniformément coloré. Cette lésion est irréversible et témoigne de la mort cellulaire.
La pycnodysostose est très rare, sa prévalence exacte est inconnue.
La maladie est découverte à un âge variable, allant de 9 mois à 50 ans. En général, le diagnostic est posé dans l’enfance mais il arrive que l’affection ne soit décelée qu’à l’âge adulte, à l’occasion d’une fracture ou d’un examen systématique.
Les signes cliniques observés sont le nanisme, avec un crâne volumineux et de petites mandibules, la persistance de la grande fontanelle et des fractures spontanées.
C'est le déficit en cathepsine K, une protéase à cystéine dédiée à la dégradation du collagène de type I et autres protéines matricielles de l'os, qui est à l'origine de cette maladie rare.

## Exemples dans l’histoire
La maladie a été décrite indépendamment par Pierre Maroteaux et Maurice Émile Joseph Lamy,, ainsi qu’Andreoli et al. en 1962. Trois ans après la description de la maladie par Maroteaux et Lamy on a émis l'hypothèse que le peintre Henri de Toulouse-Lautrec (1864-1901) en était atteint,. On se fondait sur plusieurs considérations : la petite taille du peintre ; consanguinité de ses parents, ils étaient en effet cousins au premier degré ; la fragilité osseuse, qui explique qu’il a dû se servir très tôt d’une canne ; l’absence de fermeture de la fontanelle crânienne que permet de supposer l'habitude du peintre de toujours porter un chapeau rigide ; la barbe également, qui permettait qu’on remarquât moins sa  mandibule fuyante.
Toutefois, d'autres informations laisseraient croire que le peintre français souffrait d'une ostéogenèse imparfaite, maladie dont les manifestations sont semblables. Ce doute qui divise la communauté scientifique pourrait être résolu une fois pour toutes si l’on procédait à une analyse génétique chez les descendants de familles apparentées au grand peintre, ou bien en exhumant et en analysant les os de l'artiste.
Une publication d’auteurs grecs de 2002 émet l’hypothèse qu’Ésope lui aussi aurait pu souffrir de pycnodysostose.